# بياو
بياو هي بلدية في ولاية ميناس جيرايس في المنطقة الجنوبية الشرقية من البرازيل.

## التاريخ
تم إنشاء المقاطعة في 22 يوليو 1868. تنتمي إلى بلديات أورو بريتو، بارباسينا، مار دي إسبانيا، ريو بومبا، خويز دي فورا، ساو جواو نيبوموسينو وريو نوفو. في 12 ديسمبر 1953، أصبحت بياو بلدية في حد ذاتها.

## السياحة
تشمل مناطق الجذب الرئيسية في هذه البلدية الصغيرة الريف والكنيسة والمنازل والمزارع القديمة، ومنذ عام 1984، يُعقد مهرجان الموز سنويًا في الأسبوع الثاني من شهر يوليو.

## اقتصاد
المحصول الرئيسي هو الموز ويباع الجزء الأكبر من الإنتاج في جويز دي فورا ومحلها.